# Katastrofa lotnicza w Weronie (1919)
Katastrofa lotnicza w Weronie – wypadek lotniczy, który miał miejsce 2 sierpnia 1919 roku w mieście Werona we Włoszech. Samolot komunikacyjny Caproni Ca.48 lecący z Mediolanu do Wenecji uległ awarii na wysokości 910 metrów i rozbił się. Śmierć poniosło według różnych źródeł 14, 15 lub 17 osób. Był to pierwszy wypadek w lotnictwie cywilnym we Włoszech.

## Przebieg lotu
Samolot Caproni Ca.48 z dwoma pilotami wojskowymi wystartował z lotniska Taliedo w Mediolanie (zastąpione w latach 30. XX wieku przez Port lotniczy Mediolan-Linate). Była sobota, 2 sierpnia 1919, godz. 7:30. Zmierzał do Wenecji, gdzie wylądował niecałe dwie godziny później. O godz. 17:00 maszyna rozpoczęła lot powrotny do Mediolanu (odległość pomiędzy miastami to około 240 km). Mniej więcej w połowie trasy (okolice lotniska w Weronie) na wysokości około 3000 stóp (910 m) maszyna zaczęła mieć problemy z utrzymaniem wysokości, po czym skrzydła samolotu rozpadły się. Kilku pasażerów na widok zniszczeń, zdecydowało się wyskoczyć z samolotu, jednak nie mieli szans przeżycia. Zginęli wszyscy na pokładzie.

## Samolot
Caproni Ca.48 był wielkim trójpłatowcem, wywodzącym się z ciężkiego bombowca z I wojny światowej Ca.42. Posiadał piętrową kabinę, zdolną pomieścić 23 pasażerów. 16 osób siedziało w niższej części kadłuba, pozostałe 7 na wyższym poziomie, wraz z pilotami. Napęd maszyny zapewniały 3 silniki typu Liberty L-12, o mocy 400 KM każdy.

## Ofiary katastrofy
Jak podały źródła po 5 dniach od tragedii, śmierć poniosło 14 ludzi, w tym 2 pilotów, 5 włoskich dziennikarzy i 7 mechaników. W późniejszym czasie pojawiły się inne informacje, mówiące o 15 lub 17 ofiarach, jednak nie zostały dalej wyjaśnione.